# Oligodon planiceps
Oligodon planiceps är en ormart som beskrevs av Boulenger 1888. Oligodon planiceps ingår i släktet Oligodon och familjen snokar. Inga underarter finns listade i Catalogue of Life.
Denna orm förekommer i södra Myanmar. Individerna lever i ganska torra lövfällande skogar. Honor lägger ägg.
Beståndet regionalt hotas av skogarnas omvandling till jordbruksmark och av intensivt skogsbruk. Hela populationen antas vara stor. IUCN kategoriserar arten globalt som livskraftig.